# أريغارون مركب
أريغارون مركب (الاسم العلمي: Erigeron compositus) هو نوع من النباتات يتبع جنس الأريغارون من الفصيلة النجمية.